# Jella Haase
Jella Haase (* 26. října 1992 Kreuzberg, Berlín) je německá herečka. Její nejznámější rolí je Chantal Ackermann v komediální trilogii Fakjů pane učiteli.

## Životopis
S herectvím začala již v dětství, v roce 2009 se objevila před kamerou ve svém prvním krátkém filmu a zahrála si svou první hlavní roli v televizním filmu Mama kommt!. V roce 2011 se poprvé objevila v celovečerním filmu, a to v komedii Srdce mužů... a jedna opravdová láska. Ve stejném roce si zahrála hlavní roli v dramatu Davida Wnendta Bojovnice, pojednávajícím o neonacistickém prostředí. Za tento výkon a za roli ve filmu Lollipop Monster, který byl rovněž uveden v roce 2011, získala na Bavorských filmových cenách 2011 cenu pro nejlepší začínající herečku.
Na začátku roku 2013 byl odvysílán díl seriálu Místo činu, s názvem Kdo tahá za nitky. V něm ztvárnila nezletilou prostitutku, která se nechá natočit při sexu se soudcem a poté ho chce videem vydírat. V červnu 2013 za svůj výkon obdržela televizní cenu Güntera Stracka pro nejlepší herečku. Ve filmové komedii Fakjů pane učiteli, která se stala nejnavštěvovanějším německým filmem roku 2014, ztvárnila studentku Chantal. Za tento výkon byla nominována na Německou filmovou cenu za nejlepší herečku ve vedlejší roli. Roli si zopakovala i v pokračováních Fakjů pane učiteli 2 (2015) a Fakjů pane učiteli 3 (2017). Za druhý díl získala společně s Annou Lenou Klenke a Gizem Emre Bavorskou filmovou cenu a filmovou cenu Jupiter.
V roce 2016 získala na Berlinale ocenění Shooting Star (vycházející hvězda). Za roli prostitutky Mieze v celovečerním filmu Burhana Qurbaniho Berlín Alexanderplatz získala nominaci na Německou filmovou cenu za nejlepší herečku ve vedlejší roli.

## Filmografie
| Rok  | Název                                   | Role                            | Poznámky |
| ---- | --------------------------------------- | ------------------------------- | -------- |
| 2009 | Mama kommt!                             | Jette Fischer                   | TV film  |
| 2009 | Láska za jiných okolností               | Sophie                          | TV film  |
| 2010 | Meine Familie bringt mich um            | Carli                           | TV film  |
| 2011 | Hannah Mangold & Lucy Palm              | Laura Mangold                   | TV film  |
| 2011 | Lollipop Monster                        | Ariana - hlavní role            | [ 5 ]    |
| 2011 | Bojovnice                               | Svenja - hlavní role            | [ 6 ]    |
| 2011 | Srdce mužů... a jedna opravdová láska   | Antonia                         |          |
| 2012 | Ruhm                                    | mladá Rosalie                   | [ 7 ]    |
| 2013 | O zlaté huse                            | princezna Luisa                 | TV film  |
| 2013 | Hannah Mangold & Lucy Palm: Tot im Wald | Laura Mangold                   | TV film  |
| 2013 | Eine verhängnisvolle Nacht              | Paula                           | TV film  |
| 2013 | Loutka                                  | Leila                           | [ 11 ]   |
| 2013 | König von Deutschland                   | Mira                            | [ 12 ]   |
| 2013 | Fakjů pane učiteli                      | Chantal Ackermann               | [ 13 ]   |
| 2014 | Unga Sophie Bell                        | Lisa                            | [ 14 ]   |
| 2015 | Fakjů pane učiteli 2                    | Chantal Ackermann               | [ 15 ]   |
| 2015 | 4 králové                               | Lara - hlavní role              | [ 16 ]   |
| 2015 | Heidi, děvčátko z hor                   | Tinette                         | [ 17 ]   |
| 2016 | Smyčka                                  | Leila - hlavní role             | [ 18 ]   |
| 2016 | Nirgendwo                               | Mischa                          | [ 19 ]   |
| 2017 | Fakjů pane učiteli 3                    | Chantal Ackermann               | [ 20 ]   |
| 2017 | Rytíř Zrezlík - Kovový randál           | hradní slečna Bö (hlas)         | [ 21 ]   |
| 2017 | Das Leben danach                        | Antonia                         | TV film  |
| 2018 | Zavařovačka života                      | Marleen Ruge - hlavní role      | [ 23 ]   |
| 2018 | 25 km/h                                 | Willie                          | [ 24 ]   |
| 2019 | Zlaté rybky                             | Laura - hlavní role             | [ 25 ]   |
| 2019 | Únos Stelly                             | Stella - hlavní role            | [ 26 ]   |
| 2019 | Vánoční skřítci                         | Helvi (hlas)                    | [ 27 ]   |
| 2019 | Get Lucky – Sex verändert alles         | prodavačka v sexshopu           | [ 28 ]   |
| 2019 | Téměř dokonalá tajemství                | Bianca - hlavní role            | [ 29 ]   |
| 2020 | Léto v Kreutzbergu                      | Romy - hlavní role              | [ 30 ]   |
| 2020 | Berlín Alexanderplatz                   | Mieze                           | [ 31 ]   |
| 2020 | Dokud nebudeme volní                    | Heike Vollmer - hlavní role     | [ 32 ]   |
| 2021 | Drahý Thomasi                           | Katarina - hlavní role          | [ 33 ]   |
| 2022 | Zoubková víla                           | Fee Violetta (hlas)             | [ 34 ]   |
| 2022 | Kleo                                    | Kleo                            |          |
| 2024 | Superskřítkové                          | Helvi (hlas)                    | [ 35 ]   |
| 2024 | Fakjů princezny                         | Chantal Ackermann - hlavní role | [ 36 ]   |

## Ocenění a nominace
| Rok  | Cena                                    | Kategorie                               | Dílo                                                    | Výsledek   | Ref.   |
| ---- | --------------------------------------- | --------------------------------------- | ------------------------------------------------------- | ---------- | ------ |
| 2011 | Televizní cena Güntera Stracka          | Nejlepší mladá herečka                  | seriál Volejte policii 110 (epizoda "Einer von uns")    | nominována | [ 37 ] |
| 2012 | Bavorské filmové ceny                   | Nejlepší mladá herečka                  | Bojovnice, Lollipop Monster                             | vítězka    | [ 37 ] |
| 2012 | Cena Jupiter                            | Nejlepší německá herečka                | Lollipop Monster                                        | nominována | [ 37 ] |
| 2013 | Televizní cena Güntera Stracka          | Nejlepší mladá herečka                  | seriál Volejte policii 110 (epizoda "Eine andere Welt") | vítězka    | [ 37 ] |
| 2014 | Německé filmové ceny                    | Nejlepší výkon herečky ve vedlejší roli | Fakjů pane učiteli                                      | nominována | [ 37 ] |
| 2015 | Bravo Otto                              | Nejlepší herečka                        |                                                         | vítězka    | [ 37 ] |
| 2016 | Bavorské filmové ceny                   | Nejlepší mladá herečka                  | Fakjů pane učiteli 2                                    | vítězka    | [ 37 ] |
| 2016 | Cena Jupiter                            | Nejlepší německá herečka                | Fakjů pane učiteli 2                                    | vítězka    | [ 37 ] |
| 2016 | Berlin International Film Festival      | EFP Shooting Star                       |                                                         | vítězka    | [ 37 ] |
| 2017 | Cena Jupiter                            | Nejlepší německá herečka                | Smyčka                                                  | nominována | [ 37 ] |
| 2017 | Guadalajara International Film Festival | Nejlepší výkon                          | Smyčka                                                  | vítězka    | [ 37 ] |
| 2018 | Ceny Německé televizní akademie         | Nejlepší hlavní herečka                 | Das Leben danach                                        | nominována | [ 37 ] |
| 2019 | Cena Bambi                              | Nejlepší národní herečka                | Zlaté rybky                                             | nominována | [ 37 ] |
| 2020 | Německé filmové ceny                    | Nejlepší výkon herečky ve vedlejší roli | Berlin Alexanderplatz                                   | nominována | [ 37 ] |
| 2021 | Ceny Německé asociace filmových kritiků | Nejlepší herečka                        | Berlin Alexanderplatz, Léto v Kreuzbergu                | nominována | [ 37 ] |
| 2022 | Německé filmové ceny                    | Nejlepší výkon herečky ve vedlejší      | Drahý Thomasi                                           | vítězka    | [ 37 ] |
| 2023 | Bavorské televizní ceny                 | Nejlepší herečka                        | seriál Kleo                                             | nominována | [ 37 ] |
| 2023 | Cena Grimme                             | Fikce                                   | seriál Kleo                                             | vítězka    | [ 37 ] |
| 2023 | Německé televizní ceny                  | Nejlepší herečka                        | seriál Kleo                                             | vítězka    | [ 37 ] |
| 2023 | Romy Gala, Rakousko                     | Oblíbená herečka v seriálu              | seriál Kleo                                             | vítězka    | [ 37 ] |
| 2023 | Ceny německé televizní akademie         | Nejlepší hlavní herečka                 | seriál Kleo                                             | vítězka    | [ 37 ] |
| 2023 | Ceny německých filmových herců          | Nejlepší výkon dvojice                  | seriál Kleo                                             | vítězka    | [ 37 ] |
| 2023 | Golden Hen Awards, Německo              | Herectví                                | seriál Kleo                                             | vítězka    | [ 37 ] |
| 2024 | Cena Bambi                              | Nejlepší národní herečka                | Fakjů princezny                                         | vítězka    | [ 37 ] |
| 2025 | Bavorské filmové ceny                   | Nejlepší herečka                        | Fakjů princezny                                         | vítězka    | [ 37 ] |